# Rotem Sela

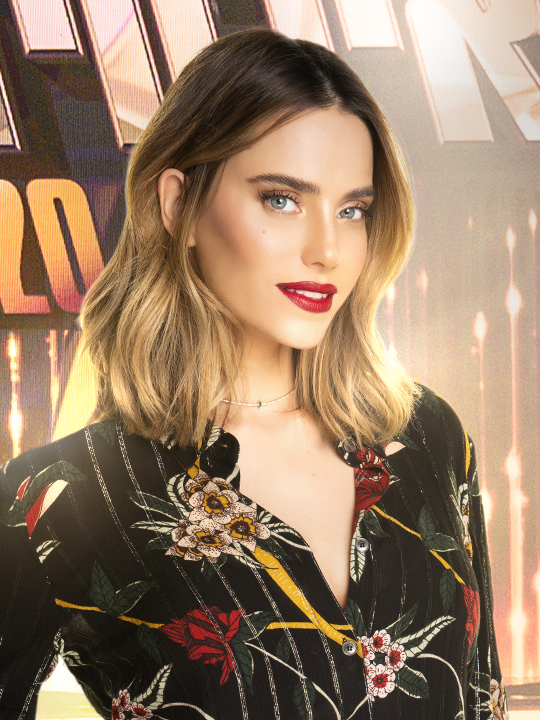
Rotem Sela, 2019

Rotem Sela (hebräisch רוֹתֶם סֶלַע; * 16. August 1983 in Haifa, Israel) ist eine israelische Schauspielerin, die auch als Model arbeitet.

## Leben
Rotem Sela wurde in Qirjat Chaim geboren, ein Viertel in Haifas ebenen Nordvorstädten Qrajot. Bekannt wurde sie durch verschiedene Serien mit Rollen in Shemesh und Good Evening mit Guy Pines. Sie spielte eine der Hauptrollen in The Beauty & the Baker, zusammen mit Aviv Alush und Mark Ivanir. Die Serie war so erfolgreich, dass Amazon Prime die Rechte gekauft hat.

## Privatleben
Rotem Sela ist seit dem 27. Mai 2010 mit dem argentinischen Drehbuchautor und Filmregisseur Ariel Rotter verheiratet. Zusammen haben sie drei Kinder.

## Filmografie
Filme
- 2008: Leg dich nicht mit Zohan an
- 2016: Galis – Connect
- 2022: Ole LaRosh
- 2024: Soda

Serien
- 2003: Shemesh (Folge 5x18)
- 2007: Ha-Alufa (Folge 2x99)
- 2013–2021: Die Schöne und der Bäcker (LiHyot Ita, 21 Folgen)
- 2018: The Psychologist (7 Folgen)
- 2018: Autonomies (6 Folgen)
- 2019: Hakol Tom (Folge 1x01)
- 2020–2021: HaTabach (9 Folgen)
- 2022: Dana & Murray (9 Folgen)
- 2022: Jerusalem (10 Folgen)
- 2023: A Body That Works (8 Folgen)
- 2024: Metukim (7 Folgen)